# 909
| 909                |
| ------------------ |
| Dødsfald - Fødsler |
|                    |

| Gregoriansk kalender | 909 CMIX                |
| Ab urbe condita      | 1662                    |
| Armensk kalender     | 358 ԹՎ ՅԾԸ              |
| Kinesiske kalender   | 3605 – 3606 戊辰 – 己巳 |
| Etiopisk kalender    | 901 – 902               |
| Jødisk kalender      | 4669 – 4670             |
| Hindukalendere       |                         |
| - Vikram Samvat      | 964 – 965               |
| - Shaka Samvat       | 831 – 832               |
| - Kali Yuga          | 4010 – 4011             |
| Iransk kalender      | 287 – 288               |
| Islamisk kalender    | 296 – 297               |

Se også 909 (tal)

## Dødsfald
| År | Spire Denne artikel om et år, årti, århundrede eller årtusinde er en spire som bør udbygges. Du er velkommen til at hjælpe Wikipedia ved at udvide den. |